# Unripe hero
「unripe hero」（アンライプ・ヒーロー）は、栗林みな実の16作目のシングル。2008年7月23日にLantisから発売された。

## 概要
UHFアニメ『ブラスレイター』の後期オープニングテーマ。初回特典として「Live Tour 2008 "dream link"」の最速先行予約案内を封入。

## 収録曲
1. unripe hero
  - 作詞：栗林みな実、作曲・編曲：齋藤真也
2. ひとことだけの勇気
  - 作詞：江幡育子、作曲・編曲：飯塚昌明
3. unripe hero (off vocal)
4. ひとことだけの勇気 (off vocal)